# Thomas Hammarberg
Thomas Hammarberg (ur. 2 stycznia 1942 w Örnsköldsvik) – szwedzki dziennikarz, dyplomata i działacz na rzecz praw człowieka, sekretarz generalny Amnesty International (1980–1986), w latach 2006–2012 komisarz praw człowieka Rady Europy.

## Życiorys
Absolwent ekonomii w Wyższej Szkole Handlowej w Sztokholmie. W latach 1966–1969 pełnił funkcję przewodniczącego młodzieżówki Ludowej Partii Liberałów. Po studiach pracował jako dziennikarz w „Expressen” i „Dagens Eko”. Kierował też szwedzką sekcją Amnesty International (1970–1974). W latach 1980–1986 był sekretarzem generalnym całej organizacji. Później do 1992 zarządzał szwedzkim oddziałem Save the Children. W latach 1994–2002 w randze ambasadora zajmował się sprawami humanitarnymi. Był również specjalnym wysłannikiem sekretarza generalnego ONZ w Kambodży (1996–2000), a także doradcą wysokiego komisarza Narodów Zjednoczonych do spraw praw człowieka i szwedzkiego premiera. W latach 2002–2005 zajmował stanowisko sekretarza generalnego Olof Palmes Internationella Center. Od 2006 do 2012 sprawował urząd komisarza praw człowieka Rady Europy.
Po wyborach w 2018 zasiadł w Riksdagu jako przedstawiciel Szwedzkiej Socjaldemokratycznej Partii Robotniczej i zastępca poselski pozostającej w składzie rządu Ylvy Johansson. W 2019 został pełnoprawnym członkiem parlamentu. Zrezygnował z mandatu w 2022.

## Odznaczenia i wyróżnienia
Odznaczony m.in. Krzyżem Oficerskim Orderu Zasługi Rzeczypospolitej Polskiej (2008) oraz Odznaką Honorową za Zasługi dla Ochrony Praw Dziecka (2018). Wyróżniony tytułem doktor honoris causa Akademii Pedagogiki Specjalnej im. Marii Grzegorzewskiej w Warszawie (2008).